# Higrométermoha
Az higrométermoha (Funaria hygrometrica) vagy más néven gyommoha egy pionír mohafaj. Tápanyagban gazdag, zavart helyeken jelenik meg (pl. tűzrakóhelyek). Egylaki, ún. autöcia-t mutató faj (az antheridium és az archegonium egy növényen, de külön hím és női hajtáson fejlődik ki).
Mivel a zavart élőhelyeken él, így ún. szinantróp élőlény, az ember által lakott helyeken gyakori. Különleges élettani tulajdonsággal rendelkezik ez a lombosmoha faj. A neve arra utal, hogy képes a levegő páratartalmát "megmutatni". A toknyele higroszkópos, esőben, magas páratartalom esetén egyenes, száraz időben pedig begörbült. Ez a tulajdonság a spórák terjedését segíti.

## Megjelenése
A higrométermoha laza vagy tömött gyepekben nő, de néha csak néhány egyedes kis csoportokat alkot. Levelei halvány-, piszkos- vagy sárgászöldek, rügy alakúan összehajlanak. A hajtások nem hosszabbak mint 15 mm. A levelek tojásdad, lándzsás vagy nyelv alakúak, hegyes végűek. A levélér kifut a levelek csúcsán. A levéllemez sejtek nagyméretűek, áttetszőek, téglalap alakúak vagy hosszúkás hatszögletűek, körülbelül 50-100 mikrométer hosszúak és 25-50 mikrométer szélesek. Sporofitont egész évben fejleszt. A toknyél legfeljebb 4 cm hosszú, a nedvességnek megfelelően hajlott, csavarodott vagy egyenes. A spóratok aszimmetrikus, ívelt, lelógó, görbe körte alakú. Szárazon barázdált felszínű barnás színű. A perisztomium kettős (külső és belső fogak), jól fejlett, a fogak egyforma méretűek. A tokot borító hártya (kaliptra) hosszú csőrben végződik. A spórák többnyire sima felszínűek, 12-22 mikrométer átmérőjűek.
Érdekesség, hogy van egy gomba faj (Neottiella hetieri) ami a higrométermohán élősködik.

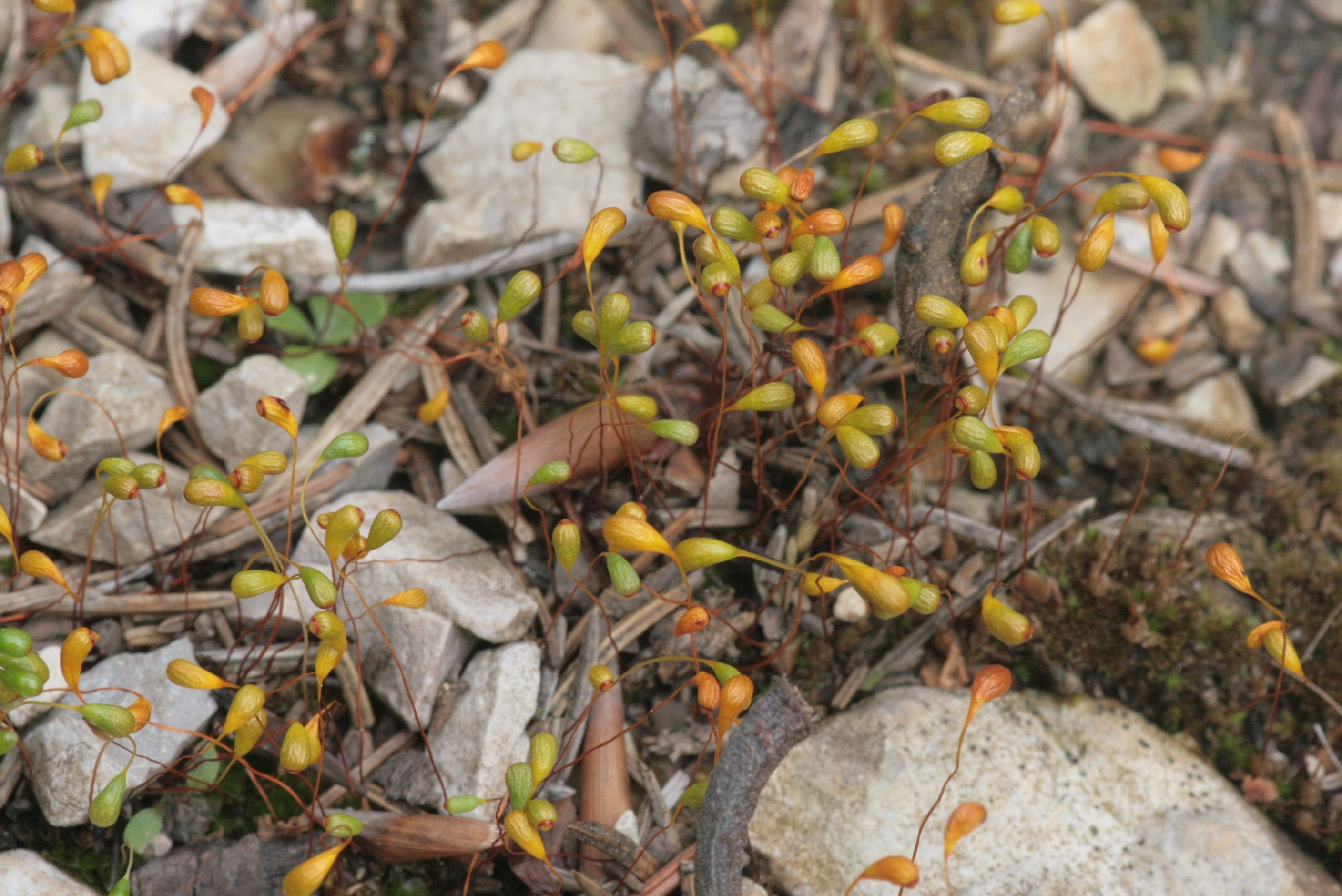
Habitus kép öregedő spóratokokkal
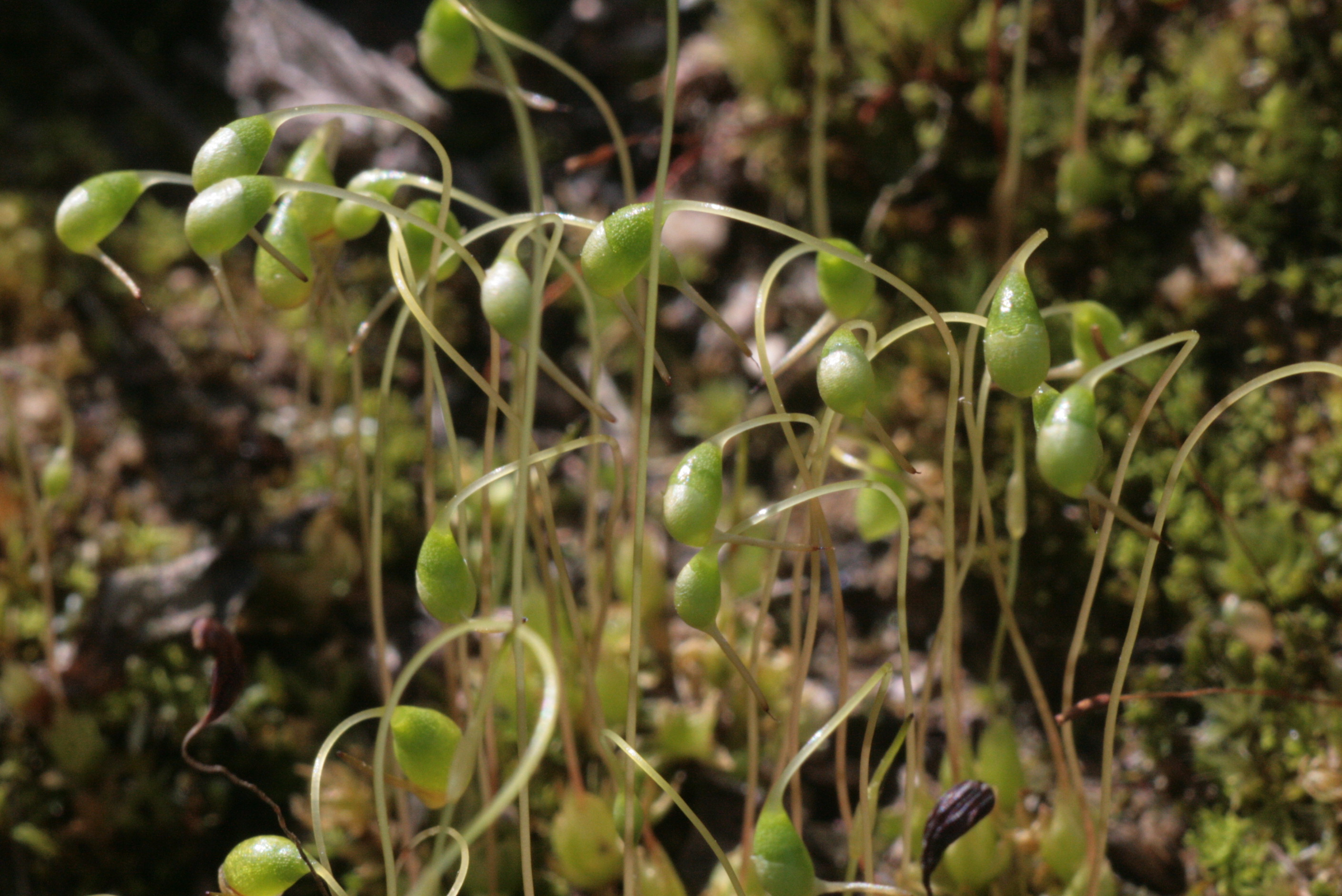
Közeli habitus kép, jól látszódnak a hegyes kaliptrák a spóratokokon
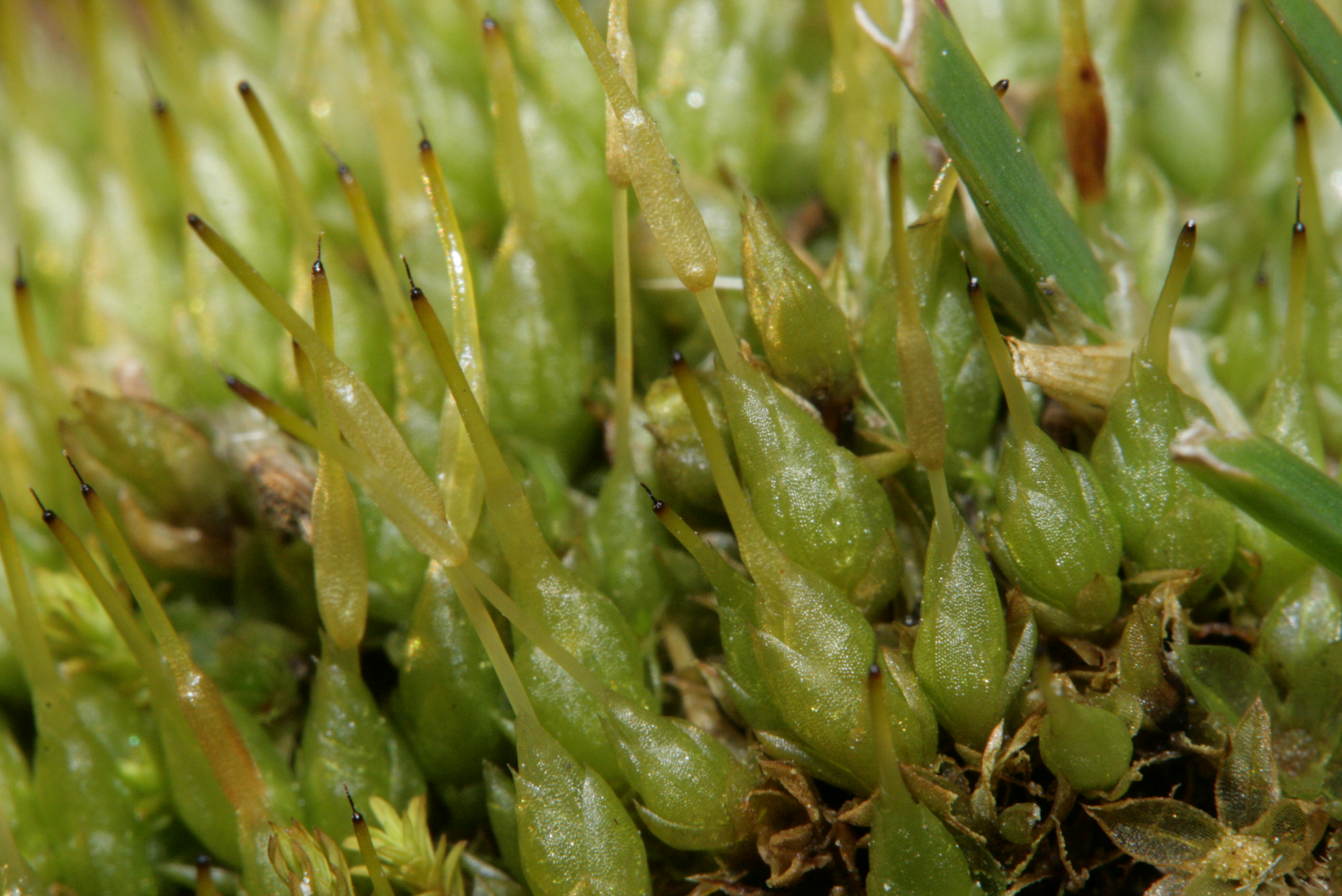
Rügyszerűen összehajló levelek
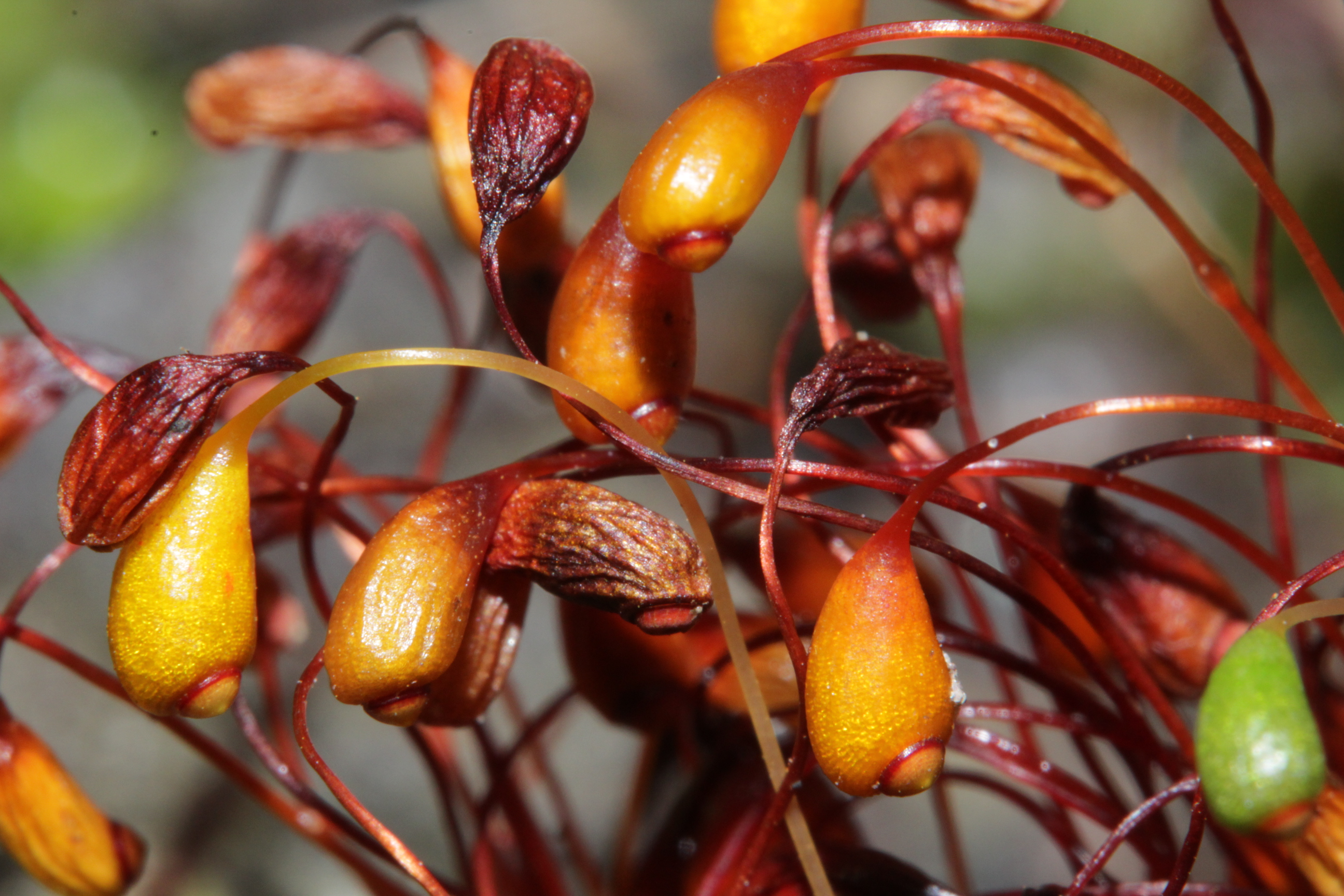
Öregedő hajlott, körte alakú spóratokok
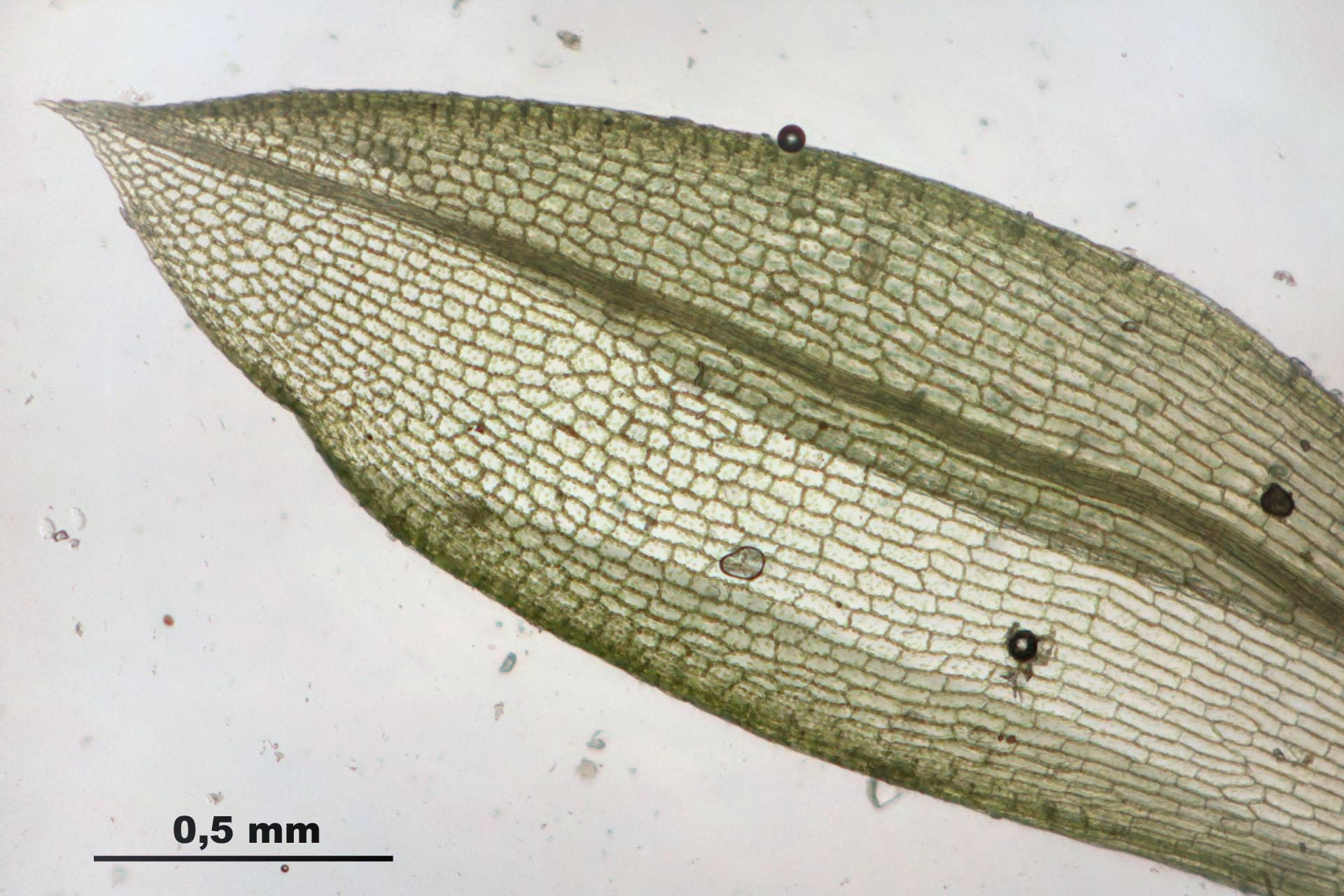
Levél mikroszkopikus képe

## Elterjedése és élőhelye
A higrométermoha elterjedt az egész világon, kozmopolita. Európában és Magyarországon is közönséges, vörös listás besorolása: nem veszélyeztetett (LC).
Tápanyagban gazdag, többnyire világos, nedves, nyitott élőhelyeken él. Kedveli a homokos, iszapos, agyagos talajokat. Természetes de mesterséges élőhelyeken is megél, mint például tűzrakások, szemétlerakók, sitthalmok, szántóföldek szegélye, mezsgyék.

## Fordítás
Ez a szócikk részben vagy egészben  a   Wetteranzeigendes_Drehmoos című német Wikipédia-szócikk ezen változatának fordításán alapul.  Az eredeti cikk szerkesztőit annak laptörténete sorolja fel. Ez a jelzés csupán a megfogalmazás eredetét és a szerzői jogokat jelzi, nem szolgál a cikkben szereplő információk forrásmegjelöléseként.